# NK Ljubljana
NK Ljubljana – słoweński klub piłkarski z siedzibą w mieście Lublana, działający w latach 1909–2005, grający niegdyś w pierwszej lidze słoweńskiej.

## Historia
Klub został założony w 1909 roku jako SFK Hermes. Po zakończeniu II wojny światowej klub zmienił nazwę na Železničar Ljubljana. W 1949 roku po raz pierwszy zwyciężył w rozgrywkach ligi Republiki Słowenii, a rozgrywki te wygrywał jeszcze czterokrotnie w sezonach 1962/1963, 1966/1967, 1967/1968 i 1988/1989. W 1953 roku zmieniono nazwę klubu na ŽNK Ljubljana i obowiązywała ona do 1990 roku.
W 1991 roku klub został przemianowany na Eurospekter Ljubljana. W sezonie 1991/1992 pod tą nazwą wystąpił w pierwszym historycznym sezonie nowo powstałej pierwszej ligi słoweńskiej. W debiutanckim sezonie zajął 5. miejsce. W sezonie 1992/1993 klub grał pod nazwą AM Cosmos Ljubljana i ukończył sezon na 4. miejscu. W 1994 roku klub wrócił do nazwy NK Železničar Ljubljana. W sezonie 1994/1995 zajął 10. pozycję w lidze i na skutek redukcji pierwszej ligi do 10 drużyn został zdegradowany do drugiej ligi W sezonie 1995/1996 Železničar wygrał rozgrywki drugiej ligi, jednak nie otrzymał licencji na grę w pierwszej lidze. W sezonie 1997/1998 wycofał się z rywalizacji ligowej, a w sezonie 1998/1999 rozpoczął grę od piątej ligi. W 2000 roku zmieniono nazwę klubu na Viator&Vektor Ljubljana. W sezonie 2000/2001 klub grał już w drugiej lidze. W sezonie 2001/2002 zajął w niej 2. miejsce i wywalczył awans do pierwszej ligi. W pierwszej lidze grał do końca sezonu 2004/2005. Był to zarazem ostatni sezon w historii klubu, który z powodu kłopotów finansowych został rozwiązany.

## Historyczne nazwy
- 1909 SK Hermes
- 1925 ŽSK Hermes
- 1945 NK Železničar Ljubljana
- 1953 ŽNK Ljubljana
- 1991 Eurospekter Ljubljana
- 1992 AM Cosmos Ljubljana
- 1994 NK Železničar Ljubljana
- 2000 Viator&Vektor Ljubljana

## Stadion
Domowe mecze klub rozgrywał na stadionie ŽŠD Stadion, który mógł pomieścić 5 tys. widzów.

## Historia występów w pierwszej lidze
| Sezon     | Pozycja          | M  | Pkt.    | Z  | R  | P  | GZ | GS |
| --------- | ---------------- | -- | ------- | -- | -- | -- | -- | -- |
| 1991/1992 | 5.               | 40 | 46      | 17 | 12 | 11 | 59 | 41 |
| 1992/1993 | 4.               | 34 | 40      | 16 | 8  | 10 | 44 | 34 |
| 1993/1994 | 11.              | 30 | 25      | 8  | 9  | 13 | 29 | 44 |
| 1994/1995 | 10. (spadek)     | 30 | 30      | 13 | 4  | 13 | 49 | 43 |
| 2002/2003 | 10.              | 31 | 30 (-3) | 9  | 6  | 16 | 41 | 66 |
| 2003/2004 | 7.               | 32 | 42      | 12 | 6  | 14 | 38 | 53 |
| 2004/2005 | 9. (wykluczenie) | 32 | 42      | 10 | 12 | 10 | 38 | 43 |

## Sukcesy

### Jugosławia
- 3. liga
  - mistrzostwo (5): 1948/1949, 1962/1963, 1966/1967, 1967/1968, 1988/1989
  - wicemistrzostwo (2): 1946/1947, 1972/1973
- Puchar Republiki Słowenii
  - finalista (1): 1959/1960

### Słowenia
- 2. SNL
  - mistrzostwo (1): 1995/1996
  - wicemistrzostwo (1): 2001/2002

## Reprezentanci kraju grający w klubie
Stan na wrzesień 2015.
| - Milenko Ačimovič - Janez Aljančič - Edi Bajrektarevič - Damir Botonjič - Robert Englaro - Primož Gliha - Adem Kapič - Igor Lazič - Darijan Matič - Željko Milinovič - Vlado Miloševič | - Damjan Ošlaj - Senad Tiganj - Zoran Ubavič - Miha Vončina - Janez Zavrl - Zoran Željkovič - Gjergji Dema - Sejad Halilović - Nihad Pejković - Maksimilijan Mihelčič - Sunday Ibeji |